# 白龙藁木
白龙藁木（学名：[Ligusticum maireii] 错误：{{Lang}}：文本有斜体标记（帮助））是伞形科藁本属的植物，为中国的特有植物。分布在中国大陆的云南等地，生长于海拔3,300米的地区，一般生于山坡草地，目前已由人工引种栽培。